# Український похід грецької армії
Український похід (грец. Εκστρατεία της Ουκρανίας) або Похід до південної Росії (грец. Εκστρατεία στη μεσημβρινή Ρωσία), або іноді обмежено та помилково Кримський похід (грец. Εκστρατεία της Κριμαίας) — в грецькій історіографії назва участі грецького експедиційного корпусу в інтервенції на півдні України, яку Антанта розпочала в період 1918–1919 років.

## Передісторія

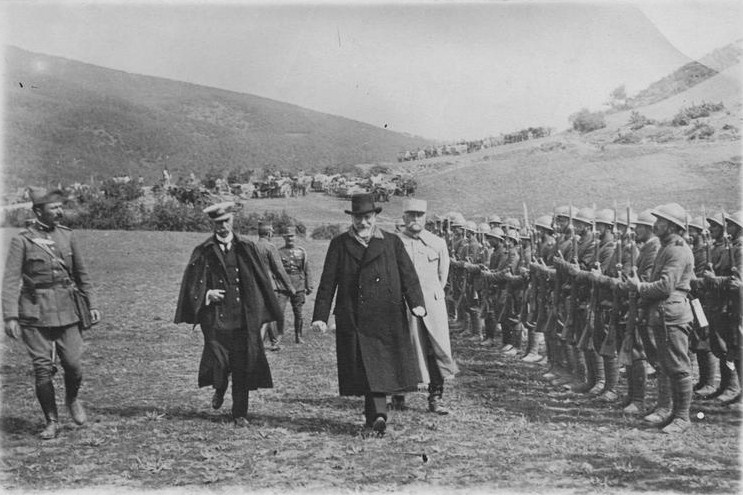
Прем'єр-міністр Греції Елефтеріос Венізелос перевіряє грецькі війська на Салонікському фронті.

27 жовтня 1918 року прем'єр-міністр Франції Жорж Клемансо поінформував командувача Македонським фронтом французького генерала Франше д'Еспера про наміри Антанти провести інтервенцію на півдні колишньої Росії, з основною метою, згідно з його заявою: «Продовжити там боротьбу проти Центральних держав, але й здійснити економічну блокаду більшовизму, щоб викликати його падіння».
Генерал д'Еспере, дещо стримано, висловив відмінну від прем'єр-міністра думку, вказуючи на обмежену кількість військ, які він мав у своєму розпорядженні для такої операції, з іншого боку — на втому своєї армії після 4 років війни, попереджаючи про небезпеку сумних наслідків.
Таким чином, у той час як через 3 дні, 31 жовтня було підписано Мудроське перемир'я, а 11 листопада — Комп'єнське перемир'я, яке по суті означало завершення Першої світової війни, через місяць, 18 грудня, в Одесі висадилася 156 французька дивізія.
Жорж Клемансо звернувся до прем'єр-міністра союзної Греції з проханням надати підтримку у цій експедиції. Грецький прем'єр Елефтеріос Венізелос відповів позитивно, запропонувавши цілий корпус нечисленної грецької армії у складі 3-х дивізій, тобто сили, що перевищували французькі. Пропозиція Венізелоса була зроблена в обмін на підтримку грецьких територіальних претензій у Східній Фракії та Малій Азії на території, що зберігали своє корінне грецьке населення:266:362. Після такої щедрості грецького прем'єра уряд Клемансо прийняв цей жест із вдячністю, надавши «обіцянки» про підтримку грецьких територіальних претензій.
Венізелос також надав для експедиції 12 кораблів грецького військового флоту.
Дещо пізніше Венізелос відправив до Грузії полковника Полемархакіса та письменника Нікоса Казандзакіса із завданням «визволити місцеве грецьке населення з-під впливу більшовиків»:362.

## Сили союзників
Військові сили союзників, які взяли участь в експедиції, включали:
1. дві французькі дивізії: 156-у та 30-ту (остання прибула до Одеси з Румунії);
2. 4-ту польську дивізію, яка вже перебувала в Одесі;
3. 1-й армійський корпус ЗС Греції у складі трьох дивізій, спрямований в Україну зі Східної Македонії;
4. частини Білої армії Денікіна, що дислокувалися в районі Одеси та в Криму.

10 січня 1919 року до Одеси прибув французький генерал Філіп д'Ансельм, який і був призначений командувачем усіх союзних сил.
Слід зазначити, що французькі дивізії були ослаблені, оскільки за 15 днів до їхнього відправлення до колишньої Росії почалася демобілізація особового складу. Як наслідок, найзначнішою і по суті основною силою, яку мав генерал д'Ансельм, був грецький 1-й армійський корпус.

## Грецький експедиційний корпус

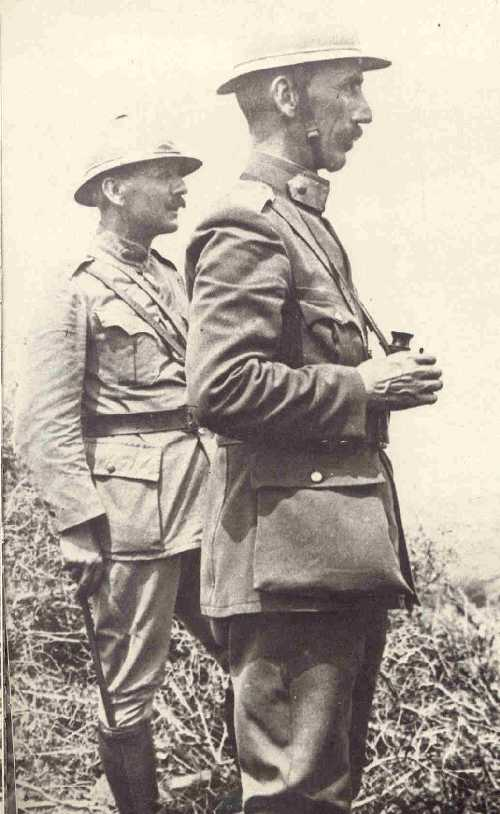
Генерал Константінос Нідер на Салонікському фронті у 1917 році.

Грецький історик Димитріс Фотіадис пише, що чисельність двох грецьких дивізій, відправлених до України, сягала 23 350 осіб. Командував експедиційним корпусом генерал Константінос Нідер. У рядах експедиційного корпусу були вже відомі і стали відомими в майбутньому офіцери Ніколаос Пластірас, Георгіос Конділіс Александрос Отонеос, Неокосмос Григоріадіс, Константинос Манетас:Α-168, Яковос Негрепонтіс та Стефанос Сарафіс:362.
Відправлення грецького експедиційного корпусу було здійснено поспіхом, без відповідної організації. Так, відправлення військ із порту Салоніки відбувалося поетапно, переважно на французьких транспортах і без важкого озброєння, доставленого пізніше. Експедиційний корпус не мав централізованого грецького командування. Після прибуття грецьких частин вони переходили під командування місцевих французьких командирів і розсіювалися на більш дрібні з'єднання, батальйони і роти без зв'язку між собою. Однак і у французів не було будь-якого конкретного плану операцій.
Вранці 20 січня 1919 року в Одесі висадилися перші частини ΙΙΙ грецької дивізії — 34-й і 7-й піхотні полки. 2-й полк ΧΙΙΙ грецької дивізії висадився 24 березня в Севастополі. Через кілька днів висадилися й інші частини. Однак із трьох запланованих для участі в експедиції дивізій зрештою в поході взяли участь тільки дві, ΙΙΙ і ΧΙΙΙΙ дивізії.
Ι дивізія «не доїхала» до запланованого місця призначення. Через кілька місяців Греція була залучена Антантою в масштабніший малоазійський похід, що переріс у повномасштабну війну. Ι дивізія стала першим з'єднанням, що висадився 15 травня 1919 в Смирні:А-178.

## Театр операцій

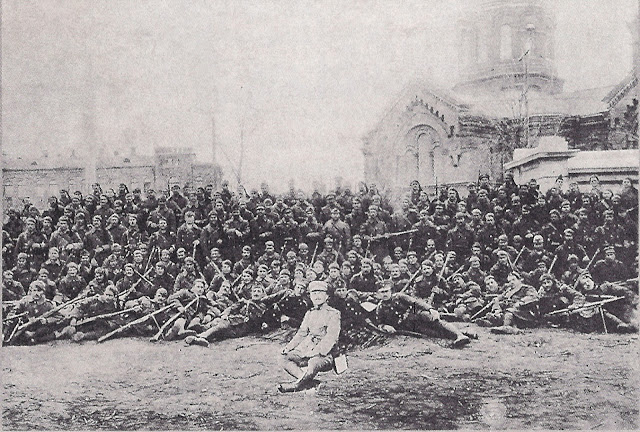
Грецькі солдати у Одесі, 1919 рік.

Початковим місцем висадки військ була Одеса, а потім Севастополь. Після прибуття 156-ї французької дивізії та перших грецьких частин, наданих під командування генерала Боріуса (комдива 156-ї дивізії) було створено 3 фронти:
- фронт Березівки (в 70-110 км на північ від Одеси),
- фронт Миколаєва (в 100 км на північний схід від Одеси)
- фронт Херсона (в 40 км на схід від фронту Миколаєва), з якого і почалися операції.

## Фронт Херсона

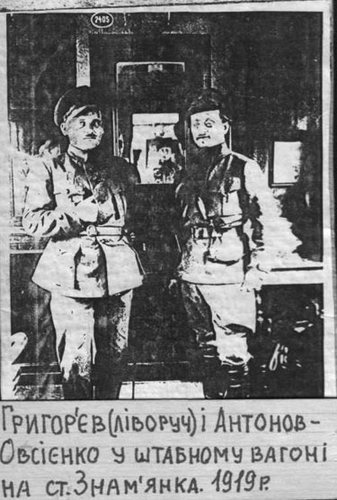
Отаман Григор'єв (ліворуч) та Антонов-Овсієнко.

У район Херсона був перекинутий 1-й батальйон 34 грецького полку під командуванням майора Костантіноса Влахоса, який налічував 23 офіцери та 853 рядових, і одна французька рота, яка налічувала 145 осіб з 2 гарматами 65-мм. Грецький батальйон та французька рота знаходилися під загальним командуванням французького майора Зансона. Власне фронт Херсона являв собою авангард, що спирався на лінію навколо залізничної станції, яку захищала рота грецького батальйону, і основну лінію оборони, що спиралася на фортецю міста, яку захищали всі інші сили.
Дізнавшись про появу грецьких військ у Херсоні, командир радянської 1-ї Задніпровської бригади отаман Григор'єв поширив листівку:
«Елліни, офіцери та солдати.
Мені невідома будь-яка ворожа акція з боку російського народу проти вашої країни. Але я знаю, що Еллада є колискою демократії. В Афінах, в епоху славної грецької давнини, філософи, оратори і поети оспівували демократію. Російський народ навчався демократичних ідей Стародавньої Греції, повстав проти своїх тиранів і не тільки повалив деспотичний монархічний режим царя, а й створив нову державу, яка ґрунтувалася не тільки на політиці, а й на суспільній та економічній рівності. Ми шкодуємо, що бачимо вас на боці французьких капіталістів та імперіалістів. Шкодуємо, що ви забули демократичні традиції своєї країни. Шкодуємо, що ви прибули в нашу країну, як союзники царизму. Ми закликаємо вас не зраджувати свої традиції і попереджаємо, що якщо ви будете воювати проти нас, ваше покарання буде суворим. Отаман Григор'єв»:А-168 .
1 березня Григор'єв пред'явив грекам ультиматум із вимогою скласти зброю та залишити регіон до 17:00 наступного дня.
Христос Караяніс у своїй «Історії одного солдата, 1918—1922» наводить деталі телефонної розмови отамана Григор'єва з лейтенантом Іліасом Матіосом, який захищав залізничну станцію. Отаман Григор'єв коротко повторив зміст своєї листівки, додавши, що «якщо ми окупували ваші землі і не знаємо того, ми повернемо їх, якщо ми повинні вам рублі, ми повернемо їх вам, і не забувайте, що росіяни також пролили кров за вашу Свободу. Раджу вам піти. Залиште нас подбати про ваших союзників». Отаман нагадав, що під його керівництвом 10 тисяч бійців, і на відповідь Матіоса, що він не піде, спитав, що лейтенант може зробити своїми малими силами. Матіос гордо відповів, що «Раз Ви, отамане, знайомі з грецькою історією, я нагадую Вам, що спартанців Леоніда було тільки триста. Прийди і візьми». Отаман Григор'єв завершив розмову фразою «жаль».
Наступного дня, 2 березня, о другій годині дня артилерія Григор'єва почала обстріл міста і узбережжя, після чого почалася атака піхотних частин. Ця атака була відбита всіма силами фронту, грецькими і французькими, які зберегли свої позиції. При цьому, крім 2 французьких гармат, артилерійська підтримка була надана також французькою канонеркою «Плутон».
У наступні 4 дні (3-6 березня) частини Червоної Армії продовжили обстріл, задіявши бронепоїзди. 7 березня, після завзятих боїв, численні піхотні з'єднання Червоної Армії зайняли східну частину міста, телеграф та цвинтар. Наступного дня було чинено тиск на західну частину міста і становище оборонців погіршувалося. 9 березня було здійснено генеральну атаку піхотних частин Червоної Армії, з використанням бронепоїздів, в результаті якої була зайнята залізнична станція, після чого грецькі сили, які також обстрілювали населення, зібралися до фортеці, а французькі сили на узбережжі. Становище оборонців ставало критичним. Опівдні підійшли 2 грецькі батальйони з 1-го піхотного полку, під командуванням полковника Панайотіса Гаргалідіса. Гаргалідісу вдалося визволити оточений грецький батальйон, але вуличні бої, що відбулися, в яких на боці Червоної Армії взяли участь і жителі міста, стріляючи з вікон, змусили союзників до спільного відступу.
Вранці 10 березня грецькі та французькі частини залишили місто та були перевезені морем до Одеси. Посадка військ на судна та їх відхід були здійснені за підтримки ескадри французьких кораблів. Грецькі втрати на цьому фронті склали 12 офіцерів та 245 рядових. Рота Матіоса втратила 117 людей убитими, а також 140 людей пораненими та одного зниклим безвісти. У грецьких джерелах, як правило, немає негативних оцінок дій отамана Григор'єва та інформації про «розстріляні ним сотні (!)» грецьких полонених, які «здалися на милість Григор'єва», «тіла яких Григор'єв відправив на пароплаві до Одеси». Цифри, що наводяться в подібних описах у сьогоднішніх російськомовних медіа, не підтверджуються історіографами грецького генштабу про кількість грецьких солдатів, які взяли участь у бою, не кажучи вже про втрати та всякі барвисті епізоди з «кавалерією на мулах». Щоправда, деякі джерела згадують, що грецькі втрати за 2 місяці боїв досягли 398 вбитих і 657 поранених, і пояснюють це співвідношення 1:1,7, замість звичайного 1:3 або 1:4, саме різаниною або розстрілом полонених і поранених.

## Фронт Миколаєва
Фронт Миколаєва підтримувався 7-м піхотним полком грецького експедиційного корпусу, під командуванням французького полковника Леге. Один із батальйонів цього полку було висунуто на 2 км на схід від Миколаєва. Відступ і залишення Херсона, і безперервно прибуваючі сили Червоної Армії, змусили верховне командування експедиції дати наказ залишити фронт Миколаєва. Евакуація почалася о 06.00 14 березня 1919 року, і сили були перекинуті до Одеси, залишивши більшу частину свого спорядження. Опівдні того ж дня в місто увійшли сили отамана Григор'єва.

## Фронт Березівки
Фронт Березівки під час експедиції був найбільшим аж до вимушеної евакуації Одеси союзниками. Насправді цей фронт був слабкою оборонною лінією, що утворилася з 20 лютого 1919, коли один батальйон 34-го грецького полку був посланий до Веселинового (120 км на північний схід від Одеси), разом з французькими частинами зуавів.
Військові зіткнення з Червоною Армією почалися 7 березня, коли піхота червоноармійців, підтримана артилерією, атакувала лівий фланг оборони союзників. Атаку червоноармійців було відбито порівняно легко. 11 березня всі союзні сили після наказу, отриманого з Одеси, були переведені в район Березівки, де вищезазначений грецький батальйон виставив свої авангарди в напрямку Веселинового та схід залізниці, тоді як зуави розташувалися на захід від залізничної лінії.
17 березня атака Червоної Армії проти Березівки була успішно відбита грецькими авангардами. 18 березня, коли планувався відхід та передислокація союзних сил, частини Червоної Армії зробили новий потужний наступ за підтримки бронепоїздів. Бій при Березівці тривав цілий день. Після безладного відступу, спочатку французьких частин, які покинули своїх поранених, до вечора почався швидкий відступ і грецьких частин, а також двох ескадронів російських добровольців до Сербки. Грецькі втрати на фронті Березівки склали 9 офіцерів та 135 рядових.

### Перегрупування сил
З 19 березня грецькі частини сформували новий фронт прикриття Одеси у районі Сербки. Цей фронт став посилюватись прибуттям французьких та російських частин. 26 березня фронт просунувся правому фланзі до Капітанської, посилений бригадою Білої армії, російською батареєю важкої артилерії 120-мм і наданими двома батальйонами 5/42 гвардійського батальйону евзонів. Додатково цим силам були надані французький артилерійський ескадрон 75-мм та 2 кавалерійські ескадрони (один французький та один румунський). Загальне командування фронтом прийняв генерал Нерел, командир 30-ї французької дивізії.

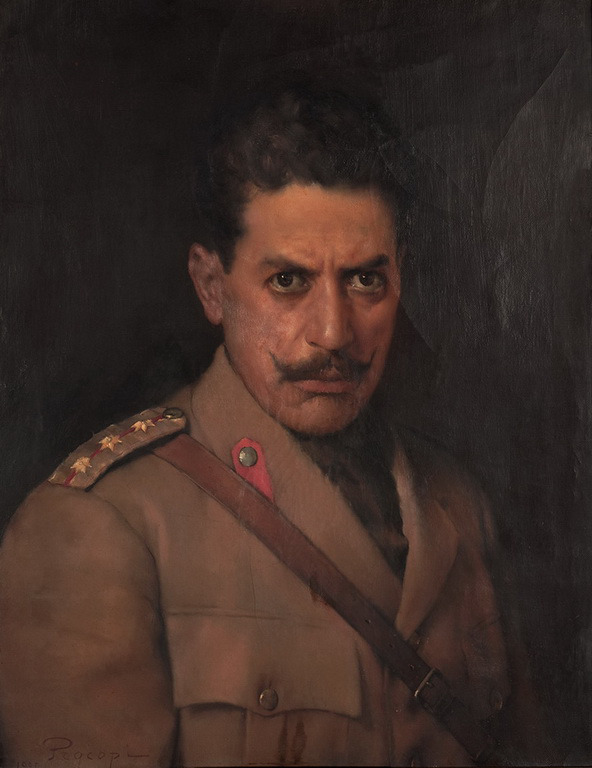
Художник Прокопіу, Георгіос. Полковник Конділіс у Малій Азії, 1921 рік

Безперервні артобстріли бронепоїздів змусили лівий фланг обороняючихся відійти до Великого Буялика. Ці позиції зайняли червоноармійці. Командир 3-го грецького полку, підполковник Георгіос Кондиліс, розпочав контратаку і знову зайняв усі позиції, залишені біля станції Сербка. Червона Армія, нарощуючи свої сили, зробила спробу оточення обороняються.

### Розташування сил на 1 квітня
На 1 квітня експедиційні сили та їх союзники були розташовані так:
 — 2 грецькі батальйони 5/42 гвардійського полку евзонів (полковник Пластірас) на північ від залізничної станції Буялик.
 — 1-й грецький батальйон 3-го полку на висотах на схід від села Буялик.
 — 2-й грецький батальйон 3-го полку, в резерві на станції Буялик.
 — 3-й грецький батальйон 3-го полку, у резерві на станції Рієндза.
 — Підрозділ грецької гірської артилерії, з наданою йому французькою батареєю, за двома батальйонами евзонів.
 — 1 грецький батальйон 34 полку, в Кремидівці, у розпорядженні генерала Нерела, забезпечуючи його штаб.
 — 3-й грецький батальйон 5/42 гвардійського полку евзонів, в районі Павлинки, як прикриття та резерв.
 — Російська бригада з рештою французьких сил на лінії Капітанка-Олександрівська, на схід від Буялика.

### Відступ
2 квітня 1919 року Червона армія зробила потужний наступ на оборонну лінію Капітанська-Олександрівська, змусивши до відступу розташовану там бригаду Білої армії. Одночасно частини Червоної армії за підтримки броньовиків зробили наступ на позиції грецьких частин. Цей наступ було відбито. Однак після відступу російської бригади і ймовірності оточення, що вимальовувалася, генерал Нерел наказав загальний відступ із відходом на лінію Кубанка-Малий Буялик. Під час відступу грецький батальйон, що розташовувався в Павлинці, був оточений, але зумів прорватися з боєм. Російські частини Білої армії зайняли позиції біля Кремидового і Григорівки на узбережжі. 5 квітня Червона армія зробила новий генеральний наступ, який з успіхом відбив 3-й піхотний полк полковника Конділіса. Навпаки, частини Білої армії стали безладно відступати до Одеси, втрачаючи контакт із союзниками. Це спричинило відступ інших частин, що змусило генерала Нерела дати знову наказ про загальний відступ, для того, щоб закріпитися на останньому перед Одесою плацдармі оборони, який підготував 7-й грецький піхотний полк після свого перекидання з фронту Миколаєва.

## Одеська евакуація

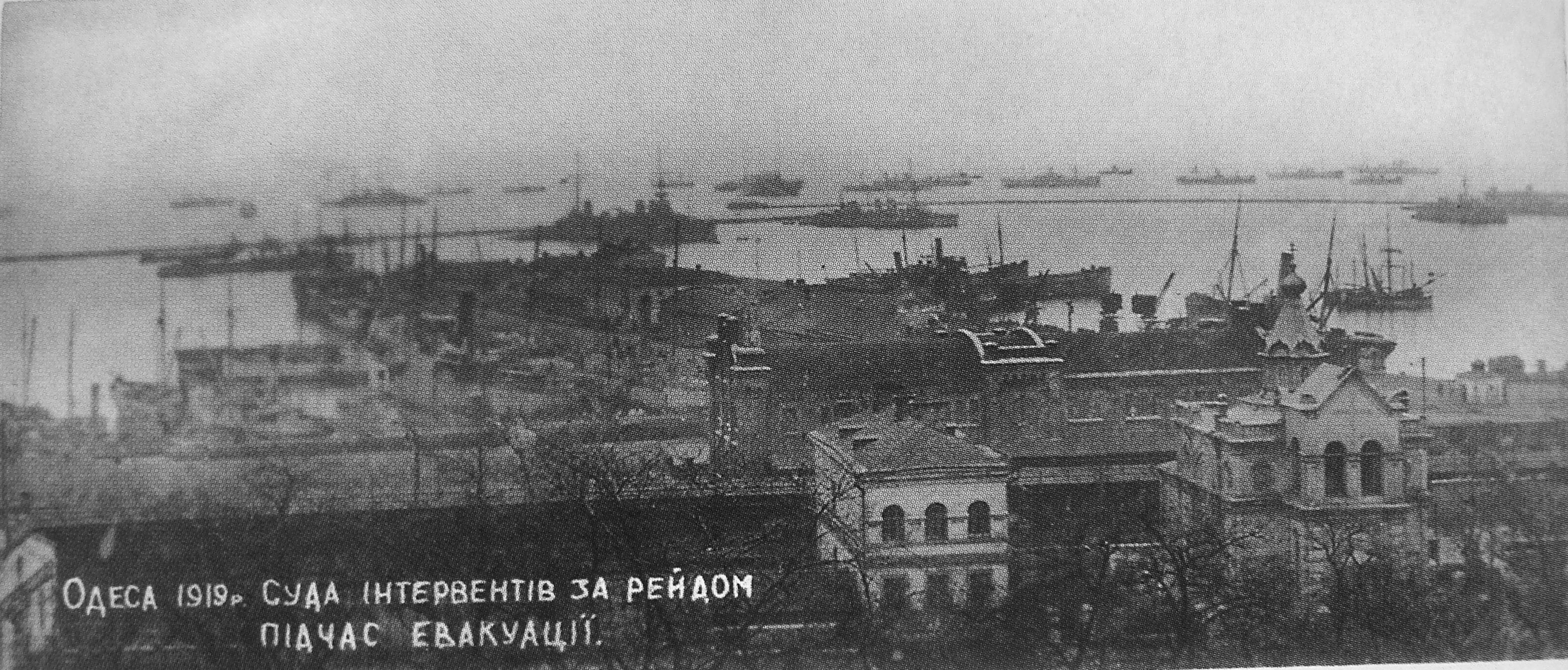
Судна на рейді та в Одеському порту у дні евакуації

Зрештою відступ не було перервано, і на останньому плацдармі оборона не вдалася. Було віддано наказ приступити до евакуації з Одеси. О. В. Мішина пов'язує залишення Одеси не стільки з військовими успіхами отамана Григор'єва, скільки з падінням кабінету Клемансо 3 квітня та відмовою французької Палати депутатів продовжувати фінансування інтервенції. У створеній обстановці генерал Нерел наказав усім силам, що перебували під його командуванням, відійти на правий берег Дністра між Бендерами і Аккерманом, щоб разом з румунськими і польськими силами забезпечити оборону Бессарабії. Червона армія припинила свій наступ на Дністрі.

## Дії у Криму

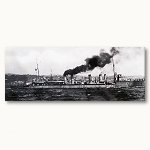
Есмінець «Пантір»

У цей період 2-й полк ΧΙΙΙ грецької дивізії, який висадився з 24 березня 1919 року у Севастополі, підтримував сили Білої армії (4-я і 5-я дивізії) під командуванням російського генерала, беручи участь у обороні Перекопського перешийка. Близько 2000 французів підтримували порядок у різних містах Криму. Оборонці перешийка відійшли через нестачу сил і низького морального духу російських з'єднань. Незважаючи на це, грецький полк дав запеклі бої, особливо в Ішуні (25 км на південь від Перекопа) і в Ескіке-Тамі (50 км на південь від Перекопа). Зрештою, грецький полк, разом із французькими силами, відійшов до Севастополя, де й організував оборону міста. Російські частини Білої Армії відійшли до Феодосії. 15 квітня 1919 року почалася атака Червоної армії на Севастополь. Оборона союзників була підтримана вогнем французьких та російських кораблів, а також грецьких лінкорів «Кілкіс» та есмінця «Пантір». Атаку було відбито, але 17 квітня 1919 року було укладено перемир'я тривалістю 10 днів. У цей період було прийнято рішення провести евакуацію з Криму та вивезти все союзне майно до Константинополя.

## Франко-грецький конфлікт
19 квітня, ще до ухвалення рішення про залишення Криму, моряки з п'яти французьких військових кораблів з'єдналися в Севастополі з демонстрантами і під червоними прапорами йшли вулицями міста. Проходячи перед казармами 10-ї роти грецького полку, французькі моряки спочатку закликали грецьких солдатів з'єднатися з ними, а потім почали їх матюкати. Командир роти звернувся до начальника гарнізону, француза де Вілпена, з проханням навести лад, але той вважав за краще не використовувати свою військову поліцію і дав наказ командиру грецької роти навести лад самому і за необхідності застосувати зброю.
Грецька рота почала розганяти демонстрантів, стріляючи в повітря, але після того як сама піддалася обстрілу демонстрантами, солдати, за наказом, відповіли на вогонь. Демонстрацію розігнали, серед демонстрантів були вбиті й поранені, трьох французів було поранено. Однак поранення французьких моряків викликало бродіння на французьких кораблях, екіпажі яких зібралися почати обстріл грецьких кораблів і позицій.
Міжсоюзної сутички не відбулося після того, як 3 британські есмінці, що прибули попереднього дня, встали між французькими та грецькими кораблями, а наступного дня терміново прибули 4 британські дредноути. Англійський віце-адмірал С. Калторп, який прибув із ними, телеграфував грецькому уряду: «Грецькі солдати і моряки можуть сьогодні пишатися тим, що вони греки».

## Кінець експедиції
За тиждень після франко-грецького епізоду почалася евакуація Криму. 28 квітня 1919 року через день після завершення перемир'я грецький полк разом з іншими силами Антанти був переправлений морем в румунський порт Констанца. 2-й полк ΧΙΙΙ дивізії, разом із полками, що перейшли до Бессарабії, за кілька тижнів був перекинутий до Малої Азії, де починався малоазійський похід грецької армії.

## Наслідки
Грецькі історики, незалежно від своєї політичної орієнтації, загалом негативно оцінюють рішення Венізелоса взяти участь у інтервенції проти Радянської Росії. До. Авгітідіс у своїй книзі «Інтервенція капіталістичних країн у Росію та Греція» пише, що грецькі солдати та офіцери на місці переконалися в тому, що вони брали участь в імперіалістичній інтервенції. Грецькі солдати, які взяли участь у поході, також потрапили під вплив комуністичної ідеології. Окрім свого безрезультатного результату, участь грецької армії в інтервенції проти Радянської Росії мала негативні наслідки для еллінізму півдня Росії, зокрема для Грецької Одеси. В «Енциклопедії грецької нації» з цього приводу пишеться: «Цей похід дорого обійшовся грецьким громадам півдня Росії, які новим радянським режимом стали розглядатися як громади сумнівної благонадійності, і багато членів яких були змушені залишити країну і шукати притулок у Греції»:А-168.
Похід також мав значно більш далекосяжні геополітичні наслідки. Виходячи з ідеологічних міркувань, але також з політики, спрямованої проти Антанти, радянський уряд почав надавати підтримку кемалістському руху, перериваючи багатовікову традицію російсько-грецького співробітництва і братерства по зброї, спрямованих проти османів. При цьому радянське керівництво усвідомлювало характер кемалістського руху і навесні 1922 року спробувало допомогти Греції знайти вихід із глухого кута, що утворився в Малій Азії, і врятувати грецьке населення Іонії, створивши автономію на егейському узбережжі. В обмін радянська дипломатія просила визнання Грецією Радянської Росії, навіть «де-факто». Але посланий для цієї мети до тодішнього монархістського грецького уряду генеральний секретар компартії (Соціалістичної робітничої партії) Греції, Янніс Кордатос, отримав відмову:А-199. З іншого боку, обіцяна Венізелосу перед Українським походом підтримка Франції втратила своє значення, щойно Венізелос програв вибори 1920 року. Ба більше, після цього Франція долучилася до Італії та почала відкрито підтримувати кемалістський рух, що разом із радянською підтримкою стало основними геополітичними факторами, що призвели до поразки Греції в Малій Азії, геноциду та виїзду її корінного грецького населення:А-198.